# Pianosonate (Sinding)
De Sonate pour piano opus 91 is een compositie van Christian Sinding. Sinding schreef tientallen werkjes voor piano, maar in het klassieke genre de pianosonate maar een.
De sonate heeft drie delen:
- Allegro ma non troppo
- Andante
- Vivace

## Discografie
Het werk mag zich (in vergelijking tot ander werk van de componist) verheugen in een redelijk aantal opnamen (ze zijn echter wel van oudere datum):
- NKF (Noorse Cultuurraad cat.nr 30013) ; Kjell Baekkelund (<1976)
- BIS Records: Eva Knardahl (1994)
- Bridge Records: Jerome Lowenthal (<1996)

Rudolph Ganz is een Zwitsers pianist, wellicht vandaar de Franse titel.